# J. Hyatt Smith

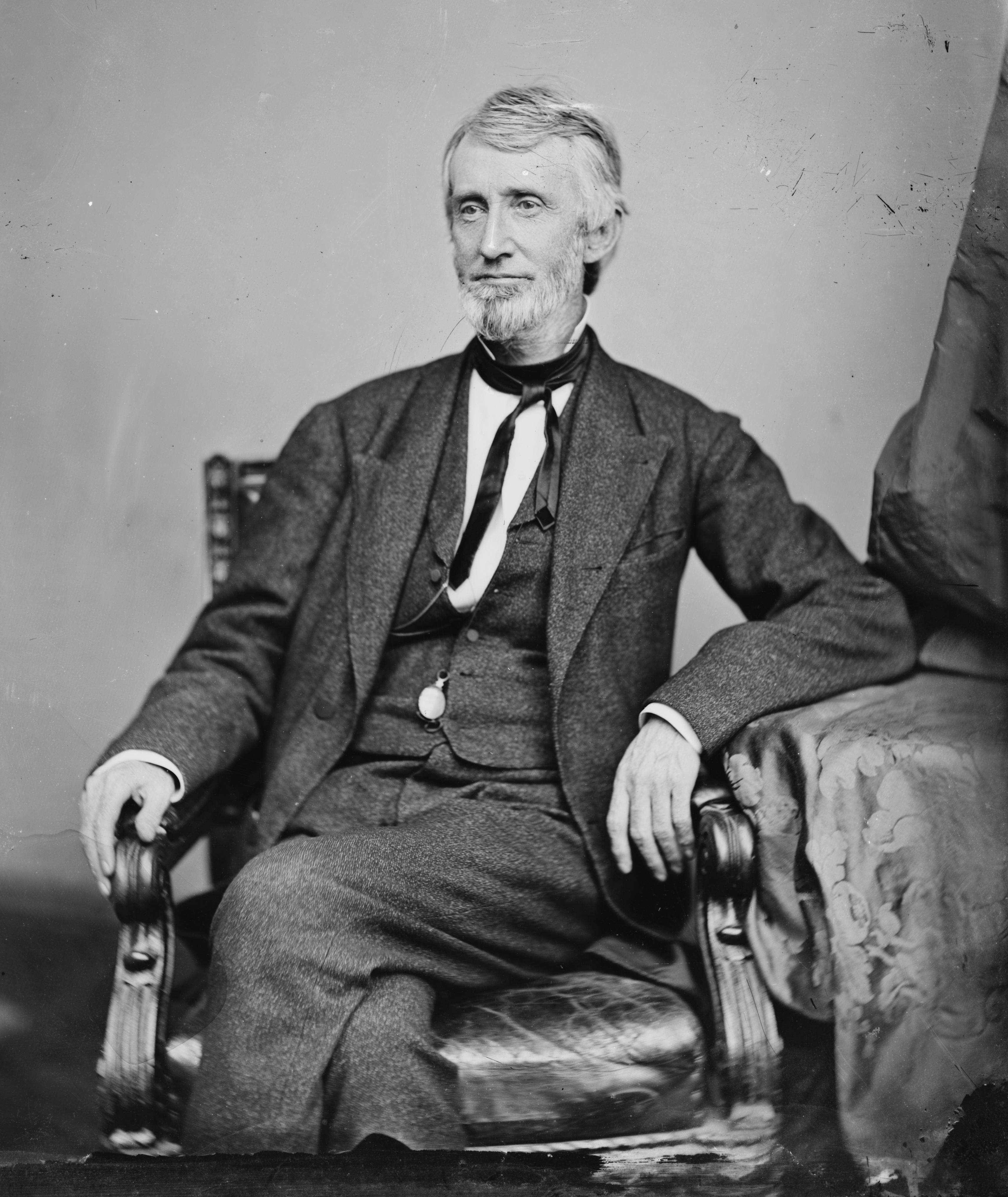
J. Hyatt Smith

John Hyatt Smith (* 10. April 1824 in Saratoga, New York; † 7. Dezember 1886 in Brooklyn, New York) war ein US-amerikanischer Geistlicher und Politiker. Zwischen 1881 und 1883 vertrat er den Bundesstaat New York im US-Repräsentantenhaus.

## Werdegang
John Hyatt Smith wurde von seinem Vater unterrichtet. Er arbeitete dann eine Zeit lang als Clerk in Detroit (Michigan) und später als Bankangestellter (bank clerk) in Albany, wo er Theologie studierte. Nach seiner Ordination im Jahr 1848 übernahm er sein erstes Pfarramt in Poughkeepsie. Es folgten andere Pfarrämter. Smith war drei Jahre lang in Cleveland (Ohio), zwischen 1855 und 1860 in Buffalo (New York) und dann zwischen 1860 und 1866 in Philadelphia (Pennsylvania). Während des Bürgerkrieges diente er im Jahr 1862 in Virginia mit der United States Christian Commission (USCC). Vier Jahre nach dem Kriegsende war er Kaplan im 47. Regiment der Nationalgarde von New York. Daneben nahm er zwischen 1866 und 1880 seine ministeriellen Pflichten in Brooklyn wahr.
Bei den Kongresswahlen des Jahres 1880 wurde Smith als unabhängiger Kandidat im dritten Wahlbezirk von New York in das US-Repräsentantenhaus in Washington, D.C. gewählt, wo er am 4. März 1881 die Nachfolge von Simeon B. Chittenden antrat. Er schied nach dem 3. März 1883 aus dem Kongress aus.
Nachdem er sein Pfarramt in Brooklyn wieder aufgenommen hatte, ernannte ihn Präsident Arthur zum Kommissar, der die Pacific Railroad inspizieren sollte. Smith verstarb am 7. Dezember 1886 in Brooklyn und wurde dann auf dem Green-Wood Cemetery beigesetzt.